# Pyinulwin

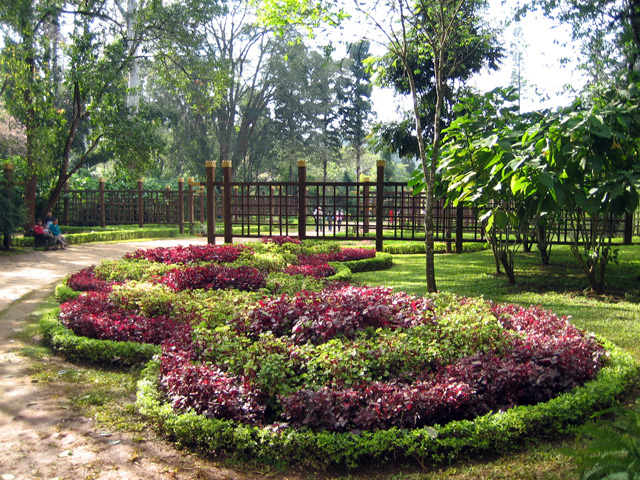
Jardí Botànic de Kandawgyi

Pyinulwin o Pyin U Lwin (Pyin Oo Lwin, bamar ပြင်ဦးလွင်), abans Maymyo, és una ciutat de la divisió de Mandalay, a l'altipla Shan, a 67 km a l'est de Mandalay a una altitud de 1.070 metres. No hi dades sobre la seva població. El Jardí Botànic Nacional de Kandawgyi, fundat el 1915, és una de les atraccions de la ciutat.

## Història
La població portava el nom de Pyinulwin i era un petit govern birmà; fou ocupada pels britànics el 1886 i tenia pocs habitants quan fou establerta prop del poble una posició militar a la ruta entre Lashio i Mandalay. El 1891 tenia 1.665 habitants. El 1896 la posició va esdevenir estació militar permanent. Els anglesos la van batejar May Town del nom del coronel May, un veterà del Motí del 1857 a l'Índia i comandant del regiment de Bengala estacionat a la zona el 1887, del que va derivar Maymyo. Posteriorment va esdevenir estació de muntanya a causa del clima, i capital d'estiu de Birmània, ja que Rangoon era molt calorosa i humida. La població el 1901 era de 6.223 habitants amb 2.016 indis i 821 musulmans. Fou quarter general del tinent general que manava la divisió birmana; el camp militar s'estenia pels dos costats de la via fèrria a l'oest de la ciutat; la guarnició era d'un batalló gurkha. La població anglobirmana fou nombrosa i els japoneses en van empresonar a molts (1942-1943-1944) per temor a falta de lleialtat; la població anglobirmana es va mantenir fins als anys setanta del segle XX però després no va parar de baixar. Els anys vuitanta la vila va retrobar el seu nom original. Uns cinc mil nepalesos i deu mil indis establerts durant el domini britànic (o els seus descendents) encara viuen a la ciutat.